# 基耶斯泰德
基耶斯泰德（法語：Quiestède）是法国北部-加来海峡大区加来海峡省的一个市镇，属于圣奥梅尔区利斯河畔艾尔县。该市镇2009年时的人口为614人。

## 人口
基耶斯泰德人口变化图示
| 数据来源：INSEE |